# Amministratore di sostegno
L'amministratore di sostegno (spesso abbreviato AdS) è un istituto dell'ordinamento giuridico italiano, disciplinato dal codice civile, la cui funzione è quella di affiancare il soggetto privo in tutto o in parte di autonomia, con la minore limitazione possibile della capacità di agire.
L'istituto giuridico è stato introdotto con la legge 9 gennaio 2004 n. 6.

## I motivi della riforma
Con tale norma, il legislatore italiano ha radicalmente rivisto la materia delle limitazioni relative alla capacità di agire delle persone e, in luogo della già privilegiata tutela del patrimonio, della famiglia e dei creditori dei soggetti affetti da disabilità, ha stabilito, su un piano di ben più vasta portata sociale, che colui che, privo in tutto o in parte di autonomia per effetto di una infermità fisica o psichica, si trovi nella impossibilità, anche parziale o temporanea, di provvedere ai propri interessi, ha diritto di essere coadiuvato da un amministratore di sostegno nominato dal giudice tutelare che, sulla base delle concrete esigenze dell'ausilio, disporrà, per gli atti o per le categorie di atti per i quali si ravvisi l'opportunità del sostegno, la sostituzione ovvero la mera assistenza della persona che non sia in grado di darvi autonoma esecuzione.
La persona interessata designa l'amministratore di sostegno e il giudice ufficializza la nomina assegnando l'incarico all'amministratore di sostegno con atto pubblico a tutti gli effetti di legge. Ogni persona può designare più di un amministratore di sostegno, purché i soggetti indicati siano in subordine: l'indicazione deve quindi procedere in base a un ordine di priorità. La priorità serve a conferire l'incarico al secondo amministratore designato, nel caso di non disponibilità del primo, ovvero a stabilire una prevalenza nelle decisioni: in caso di divergenze, sarà prevalente la decisione del primo amministratore di sostegno rispetto a quello designato in subordine.
La nomina può avvenire anche tramite scrittura privata non autenticata, senza l'assistenza di un notaio.
Quando la nomina avviene con ricorso di terzi al giudice, è talvolta necessario munirsi di patrocínio (nel gergo giuridico: difesa, assistenza) con l'ausilio di un avvocato. In tale caso il ricorso può essere presentato da chiunque vi abbia interesse (parenti, conoscenti o servizi sociali) e deve essere depositato presso la cancelleria del tribunale nel cui circondario ha residenza il soggetto da amministrare.
Se occorre il patrocinio di un legale e in presenza dei requisiti reddituali, i non abbienti possono beneficiare anche per la presentazione del "ricorso per nomina di amministratore di sostegno" dell'assistenza tecnica di un avvocato con il patrocinio a spese dello stato.
Più che di una riforma, si è trattato di una vera e propria rivoluzione istituzionale come tale riconosciuta, nella sostanza, dalle corti superiori (Corte costituzionale, 9 dicembre 2005, n. 440; Cassazione Civile, 12 giugno 2006, n. 13584; Cassazione Civile, del 2009, n. 9628): essa ha confinato in uno spazio residuale gli ormai desueti istituti dell'interdizione e dell'inabilitazione.

## Soggetti a cui spetta la tutela
Il nuovo art. 404 del codice civile, così come modificato dalla succitata normativa, ha introdotto nell'ordinamento italiano una misura alternativa alla pronuncia di interdizione e inabilitazione di cui può beneficiare una persona che a causa di un'infermità o per una menomazione fisica o psichica si trova nell'impossibilità, anche parziale o temporale, di provvedere ai propri interessi. Tale menomazione non deve essere talmente grave da essere interdetto o inabilitato. Alcuni esempi di soggetti a cui può riferirsi l'applicazione di tale istituto sono:
- soggetti disabili
- alcolisti
- tossico-dipendenti
- soggetti colpiti da ictus cerebrale
- ludopatici

Scopo della legge è quello di coadiuvare tali persone mediante un amministratore che dia loro sostegno al fine di affrontare problemi concreti come: acquistare, vendere, affittare un appartamento o investire somme di denaro.
L'amministratore di sostegno è nominato dal giudice con decreto; il decreto deve indicare l'atto per il quale è richiesta l'assistenza dell'amministratore.

## Soggetti che possono avviare il procedimento
La richiesta della nomina dell'amministratore di sostegno può essere fatta dallo stesso soggetto a cui si riferirebbe l'amministrazione, dal coniuge, dalla persona stabilmente convivente, dai parenti entro il quarto grado, dagli affini entro il secondo grado o dal pubblico ministero. Inoltre, ove a conoscenza di fatti tali da rendere opportuna l'apertura del procedimento di amministrazione di sostegno, i responsabili dei servizi sanitari e sociali direttamente impegnati nella cura e assistenza della persona (ad esempio gli assistenti sociali) sono tenuti a proporre al Giudice Tutelare ricorso per la nomina di amministratore di sostegno.

## Revoca
La nomina dell'amministratore di sostegno può essere revocata in ogni momento in cui vengano meno le condizioni che ne hanno generato la necessità. La decadenza della funzione non può però essere automatica, salvo che non si tratti di nomina a tempo determinato, e deve essere disposta dal giudice tutelare con apposito decreto a seguito di specifica istanza dell'interessato, del suo amministratore o degli altri soggetti interessati.

## Testi normativi di riferimento
- Codice civile